# Дзидзич, Стэнли
Стэнли Джозеф «Стэн» Дзидзич младший (англ. Stanley Joseph «Stan» Dziedzic, Jr.); 5 апреля 1949, Аллентаун, Пенсильвания, США — американский борец вольного стиля, бронзовый призёр Олимпийских игр, чемпион мира, двукратный обладатель Кубка мира .

## Биография
Родился в 1949 году.
Выступая за университет Slipper Rock State в 1971 году стал чемпионом США среди студентов (NCAA)
В 1973 году стал третьим на розыгрыше Кубка мира. В 1974 году завоевал титул чемпиона страны, был пятым на чемпионате мира. В 1975 году завоевал Кубок мира. В 1976 году стал двукратным чемпионом США.
В 1976 году на Олимпийских играх выступал в соревнованиях по вольной борьбе в полусреднем весе, и сумел завоевать бронзовую медаль Олимпийских игр. При этом, что удивительно, он боролся, в основном используя приёмы студенческой борьбы (англ. collegiate wrestling) , более популярной в США, чем вольная или тем более, греко-римская борьба.
См. таблицу турнира.
В 1977 году во второй раз завоевал Кубок мира и стал чемпионом мира.
С 1972 по 1978 год работал помощником тренера в Университете штата Мичиган. С 1978 по 1984 год был тренером национальной сборной по вольной борьбе. Автор программы борьбы США и программы развития борьбы в средних школах США. На Олимпийских играх 1984 года был менеджером сборной США по борьбе. После игр прошёл конкурс и был отобран для обучения финансовой компанией Salomon Brothers, и после долго работал, занимаясь продажами ценных бумаг.
На настоящий момент является вице-президентом всемирной федерации борьбы United World Wrestling, и в её составе является вице-президентом технической комиссии, исполнительного комитета и президентом комиссии Зала славы борьбы и исторических исследований. Живёт в Росвелле, штат Джорджия.
Автор книги «Lehman Brothers' Dance with Delusion; Wrestling Wall Street».
Член Зала Славы борьбы США.